# IMPA

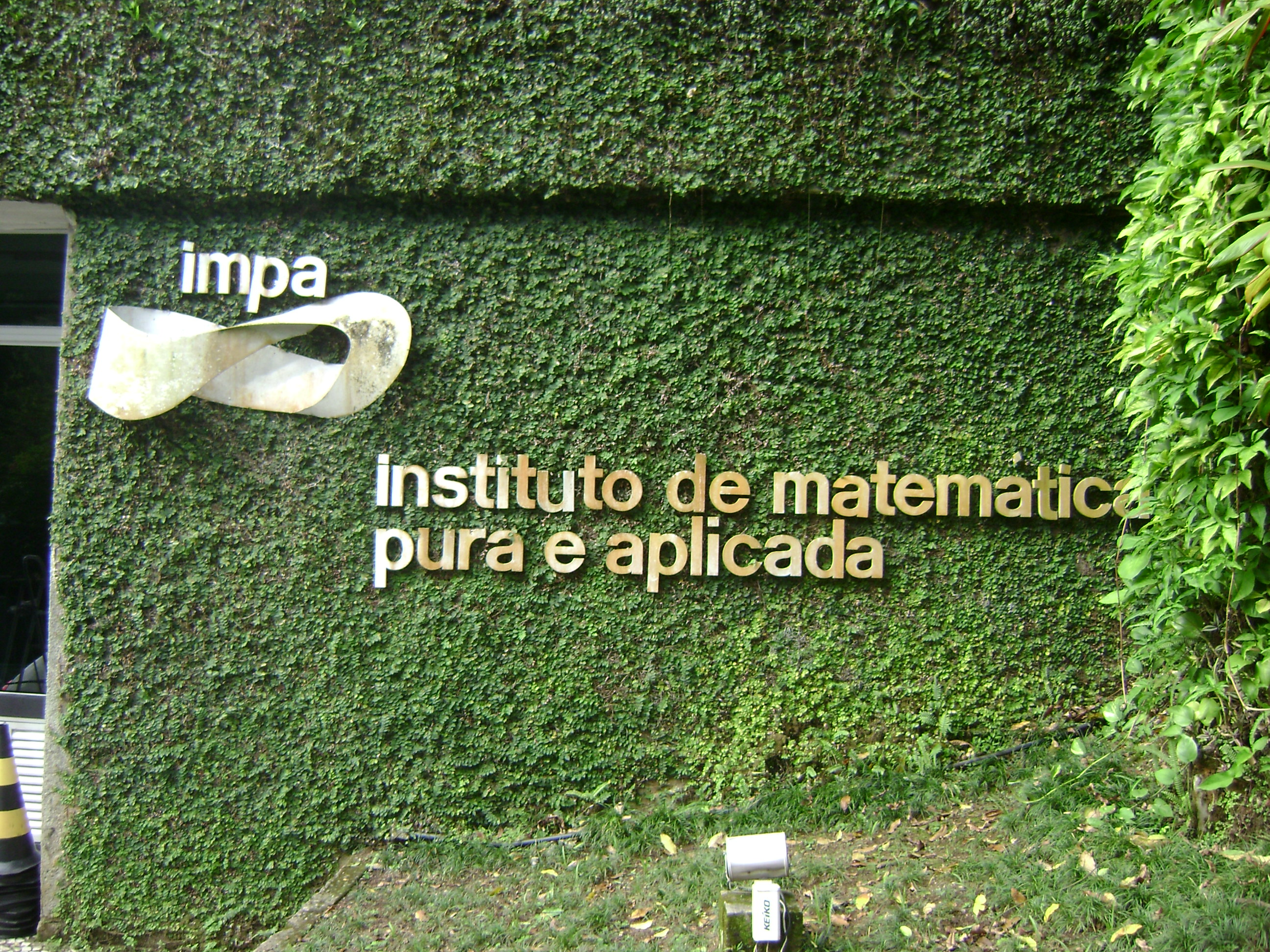

IMPA(포르투갈어: Instituto de Matemática Pura e Aplicada; 영어: Institute for Pure and Applied Mathematics; 한국어:순수 및 응용 수학 연구소)는 브라질의 리우데자네이루에 위치한 세계적인 수학 연구소이자 학위를 수여하는 교육기관이다. IMPA는 수학에 대해서는 브라질 최고의 연구기관이다.